# Kieldrechtpolders
De Kieldrechtpolders is een poldercomplex in de gemeenten Hulst en Sint-Gillis-Waas. Het bestaat uit de Groot-Kieldrechtpolder, de Klein-Kieldrechtpolder, de Nieuw-Kieldrechtpolder en de Konings-Kieldrechtpolder. De plaatsen Kieldrecht en Nieuw-Namen zijn in de Kieldrechtpolders gelegen.

## Geschiedenis
Reeds in de Middeleeuwen bestond een Kieldrechtpolder die deel uitmaakte van het Waasland. Deze had regelmatig te lijden van stormvloeden, maar ook van militaire inundaties. Toen de Spaanse troepen in 1594 Hulst innamen, staken de Staatsen de dijken van de polder door. Het water vormde een aantal geulen, welke ten oorsprong liggen aan het huidige krekensysteem. Het betreft de Zandbergse of Rotte Kreek, de Vlaamse Kreek, de Zestigvoet en de Vuilmuil. Via de Vlaamse Kreek stond dit systeem in verbinding met de Graauwse Kreek en de Westerschelde. Voorts ligt ten zuiden van het dorp Kieldrecht nog de Grote Geul.
Na de Vrede van Münster begonnen de herdijkingen, waarbij in 1654 allereerst de Zestig Voet en de Vuilmuil werden afgedamd. De dam is onderdeel van de huidige Kielweg. In 1682 volgde toch nog een overstroming ten gevolge van een stormvloed. De polder werd echter herdijkt, waarbij de Kieldijk ontstond. Deze scheidde voortaan de Groot-Kieldrechtpolder (598 ha) en de Klein-Kieldrechtpolder (200 ha). Overigens was de Groot-Kieldrechtpolder feitelijk groter, maar in 1664 werd de grens tussen de Noordelijke en de Zuidelijke Nederlanden definitief vastgesteld, en werd dwars door de polder, direct ten zuiden van de grens, de Koningsdijk aangelegd. Het zuidelijke deel van de polder kwam aan de Zuidelijke Nederlanden en staat sindsdien bekend als de Konings-Kieldrechtpolder. De plaats Kieldrecht is in deze polder te vinden.
In 1686-1687 werd onder meer de Vlaamse Kreek afgedamd, toen een dijk van Nieuw-Namen naar de nieuwe Willem-Hendrikspolder werd aangelegd. Hierbij ontstond de Nieuw-Kieldrechtpolder (521 ha). De dijk brak echter in 1687 door. Groot- en Klein-Kieldrechtpolder werden weer herdijkt, maar de Nieuw-Kieldrechtpolder werd pas in 1784 weer herdijkt. In 1785 werd de dijk tussen Klein-Kieldrecht en Nieuw-Kieldrecht geslecht.
Burghpolder · Clinge- en Kieldrechtpolders · Clingepolder · Dullaertpolder · Eekenissepolder · Graauwsche Polders · Havenpolder · Hertogin Hedwigepolder · Hoof- en Molenpolder · Hooglandpolder · Kieldrechtpolders · Kievitpolder · Kleine Molenpolder · Koningin Emmapolder · Langendampolder · Louisapolder · Mariapolder (Hulst) · Melopolder · Mispadpolder · Molenpolder (Hulst) · Nijspolder · Noordhofpolder · Oude Graauwpolder · Oudelandpolder · Polders tussen Lamswaarde en Hulst · Polders van Hontenisse en Ossenisse · Saaftingepolders · Saeftingepolder · Ser-Pauluspolder · Stoofpolder · Van Alsteinpolder · Vitshoek · Willem-Hendrikspolder · Zandpolder · Zoutepolder